# 紀元前313年
紀元前313年（きげんぜん313ねん）は、ローマ暦の年である。
当時は、「クルソルとブルトゥスが共和政ローマ執政官に就任した年」として知られていた（もしくは、それほど使われてはいないが、ローマ建国紀元441年）。紀年法として西暦（キリスト紀元）がヨーロッパで広く普及した中世時代初期以降、この年は紀元前313年と表記されるのが一般的となった。

## 他の紀年法
- 干支 : 戊申
- 日本
  - 皇紀348年
  - 孝安天皇80年
- 中国
  - 周 - 赧王2年
  - 秦 - 恵文王12年
  - 楚 - 懐王16年
  - 斉 - 宣王7年
  - 燕 - 燕王噲8年
  - 趙 - 武霊王13年
  - 魏 - 襄王6年
  - 韓 - 宣恵王20年
- 朝鮮
  - 檀紀2021年
- ベトナム :
- 仏滅紀元 : 232年
- ユダヤ暦 :

## できごと

### エジプト
- プトレマイオス1世は、キプロスとキュレネで発生した暴動を鎮圧した。

### ギリシア
- マケドニア王国の支配に抵抗し、エピロス市民は前王のアイアキデスを呼び戻した。カッサンドロスはすぐに、アエトリアを侵攻中の弟ピリッポスの率いる軍を向かわせた。ピリッポスはアイアキデスを破り、アイアキデスと残った軍勢は、アエトリア軍に加わった。2度目の戦いが行われ、ピリッポスが再び勝利し、アイアキデスは殺害された。残ったアエトリアの軍勢は、周囲の山の中に避難した。

### 中国
- 秦の樗里疾が趙を攻撃し、藺を陥落させ、趙将の荘豹を捕らえた。
- 秦の恵文王が斉を攻撃しようと、斉と楚の同盟を破らせるべく、張儀を楚に派遣した。張儀は楚が斉との同盟を破棄すれば、商・於の地600里四方を献上すると、楚の懐王に約束した。懐王が斉との同盟を破棄して、商・於の地を受け取りに行かせると、張儀は言を左右にして、与えようとしなかった。怒った懐王は屈匄を将軍として秦に侵攻させた。